# VoCE
『VOCE』（ヴォーチェ）は、講談社から発行されている女性向け美容雑誌。毎月22日発売。

## 概要
1998年3月に日本初の美容雑誌として創刊。
創刊号である1998年5月号は、歌手の松田聖子が表紙に登場した。当時松田が住んでいたロサンゼルスまで訪れて撮影した。また、創刊時のテレビCMにタレントの久本雅美を起用。メイクは嶋田ちあきが担当した。

## 表彰

### THE BEST BEAUTY OF THE YEAR
- 2010年：松本潤[3]
- 2011年：前田敦子[4]
- 2012年：長澤まさみ[5]
- 2013年：指原莉乃[6]
- 2014年：斎藤工[3]
- 2015年：大島優子[7]

### 最も美しい顔
- 2016年：桐谷美玲[8]
- 2017年：深田恭子[9]
- 2018年：綾瀬はるか[10]
- 2019年：広瀬すず[11]

### 最も美しい人
- 2020年：田中みな実[12]
- 2021年：浜辺美波[13]
- 2022年：玉森裕太[14]

## 不祥事

### 執事喫茶Swallowtail盗撮問題
2006年4月発覚。2006年6月号の「VoCE Eew（イュー）」というコーナーで池袋にある完全予約制コンセプトカフェ「執事喫茶 Swallowtail」を取り上げた記事の際、覆面取材を敢行。撮影禁止の店内を盗撮し、『来ている女性がとっても庶民フレーバー』『なんとかしましょうロケーション。あーでもこのちょっといかがわしい感じが主婦たちの退屈に蝕まれた心を刺激するんでしょうか?』などのキャプションとともに、来店していた他の客や給仕している執事の写真を目線だけを入れた状態で無断掲載。さらに店からの予約確認メールも担当者の名前を伏せずに無断掲載した。
店からのクレームに対して『「何か問題がありましたか」と、悪びれない様子で、謝罪の意思もない旨の回答』を返し、さらに編集長からは『撮影禁止の文字には気付かず，館内ではフラッシュをたいたり，カメラを落としたりしたにもかかわらず注意を受けることがなかったため，最後まで撮影禁止の旨は把握していなかった。つまり，意図的な無断撮影ではなかった』（※予約時閲覧すべきページには撮影禁止の旨が明記されており、さらに店内にも撮影禁止と掲示してある）『被写体となっている女性には目隠しを施しているため個人の特定には至らず，店内風景としてトイレのドアも正面から捉えているわけではないのでプライバシーの侵害にはあたらないと考えている』『指摘されたこと自体が大変残念である』との回答が送られた。
同コーナーは過去にもメイド喫茶、お見合いパーティーなどに潜入し、パーティーで出会った男性のメール内容も記事上に無断掲載した経歴があるが、『該当ページはライター及び編集部が話題の場所や人をアポイントメントなしで，体験するという人気連載』として、編集部サイドではアポイントメントなしと無断撮影・掲載は同義であるとのポリシーを示した。

### KAT-TUN盗撮問題
2006年5月発覚。KAT-TUNを取り上げた記事にコンサート会場での盗撮写真を使用。前号とは違い観客の写真を目線無しで2006年7月号に掲載した。さらにKAT-TUNグッズからメンバーの写真をスキャンして無断掲載していた疑惑がもたれている。